# Turbat Daginaa
Turbat Daginaa (mongolisch Дагинаагийн Төрбат Daginaagiin Törbat; * 31. Juli 1992 in Ulaanbaatar) ist ein mongolischer Fußballspieler.

## Karriere

### Verein
Turbat Daginaa stand von 2008 bis 2016 beim Khoromkhon FC in Ulaanbaatar unter Vertrag. 2014 wurde er mit dem Klub Meister. 2017 wechselte er zum Erstligisten Athletic 220 FC. Der Verein, der ebenfalls in Ulaanbaatar beheimatet ist, spielte in der ersten Liga des Landes, der National Premier League. 2018 gewann er mit dem Verein den Mongolia Cup. Das Finale gegen den Ulaanbaatar City FC gewann man mit 2:0. 2020 feierte er mit dem Verein die mongolische Meisterschaft.

### Nationalmannschaft
Turbat Daginaa spielt seit 2015 für die Nationalmannschaft der Mongolei. Bisher absolvierte er 23 Länderspiele.

## Erfolge
Khoromkhon FC
- National Premier League: 2017

Athletic 220 FC
- Mongolia Cup: 2018
- National Premier League: 2020